# Noriko Katō
Noriko Katō, ou Kato, Katou, Katoh (加藤紀子, Katō Noriko, née le 30 janvier 1973) au Japon, est une chanteuse, actrice et tarento japonaise. Elle débute en 1992 en sortant un premier single. Elle en sort une douzaine d'autres dans les années 1990, et compte cinq albums à son actif, aux titres en français parfois approximatif. Elle tourne par ailleurs dans une dizaine de drama et participe à une vingtaine d'émissions de télévision. Elle signe en 1999 un contrat avec la compagnie Up-Front et son label musical Zetima.

## Discographie
Albums
- 1994.3.10 : de beaux
- 1996.5.25 : flower diamond
- 1998.2.05 : souvenir
- 1999.5.21 : la fraise
- 2005.5.11 : Les oiseaux bleu